# Elminia albonotata
La elminia coliblanca (Elminia albonotata) es una especie de ave paseriforme de la familia Stenostiridae propia de África Oriental. 

## Descripción
La elminia coliblanca es un ave pequeña que mide unos 13 cm de largo con una larga cola. Sus alas y cresta son negras, el resto de su plumaje es gris siendo blanco su vientre, grupa y zona inferior de la cola. Su pico es negro, los ojos son marrón oscuro y las patas grises. Su llamado es débil y falto de estructura.

## Distribución y hábitat
Presenta una distribución discontinua por el este de África. Existen tres subespecies, E. a. albonotata en la zona central de Kenia, y Uganda hasta el sudoeste de Tanzania; E. a. subvaerulea, que habita desde el sur de Kenia hasta Malaui y E. a. swynnertoni en Zimbabue y Mozambique.
Su hábitat natural es el bosque montano siempreverde subtropical o tropical y las zonas aledañas arbustivas y con bambú.  Habita en elevaciones entre  600 m a 1900 m en las montañas Udzungwa en Tanzania, y hasta 2700 m en otras partes.